# Posmívání se Ježíši

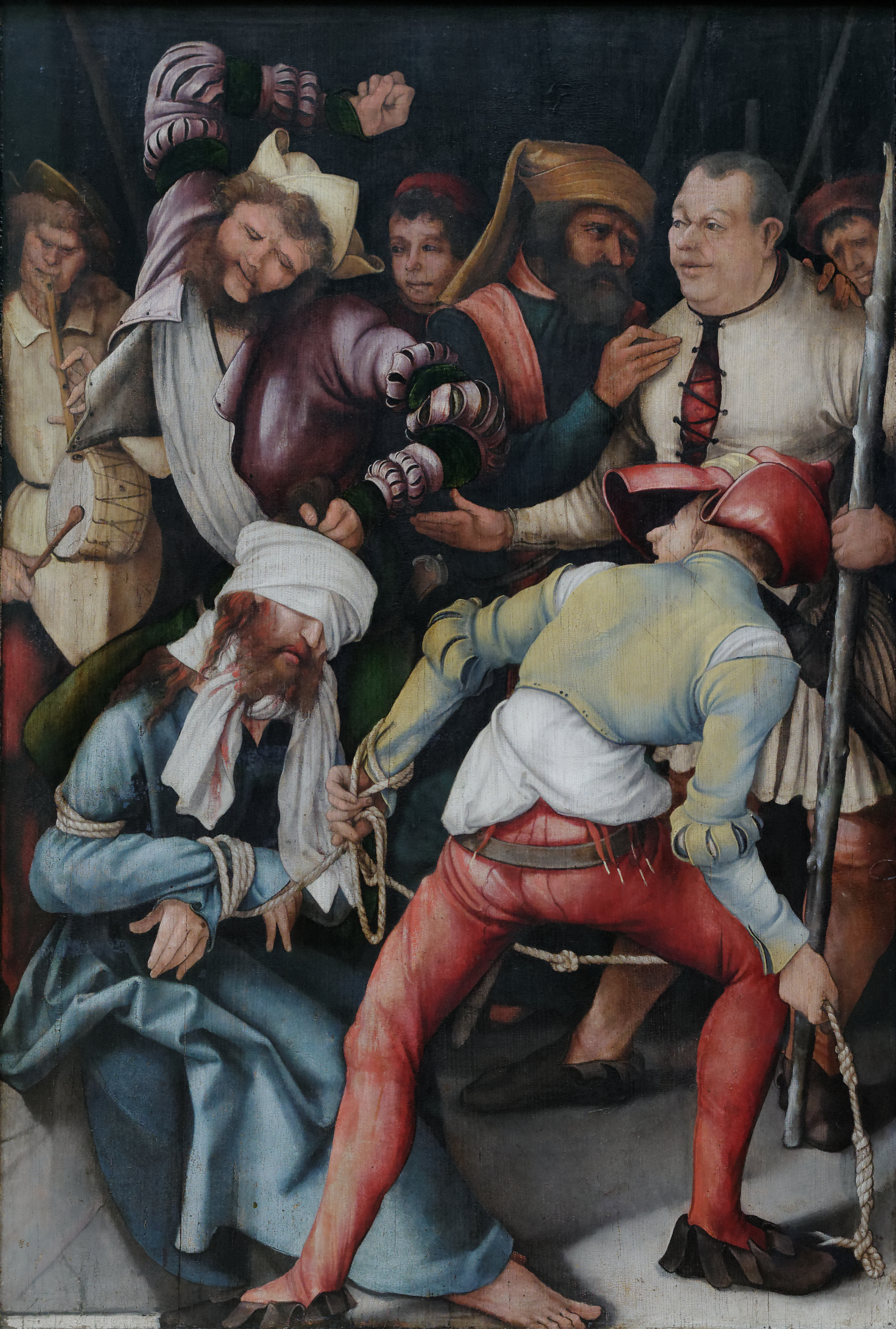
Posmívání se Kristu, Matthias Grünewald, kolem 1505

Podle kanonických evangelií Nového zákona došlo k posmívání se Ježíši několikrát, po jeho soudu a před ukřižováním. Je považováno za součást Ježíšova utrpení.
Podle evangelijních vyprávění Ježíš předpověděl, že se mu budou posmívat – Mt 20, 19 (Kral, ČEP); Mk 10, 34 (Kral, ČEP) a Lk 18, 32 (Kral, ČEP). Zesměšňování Krista probíhalo ve třech fázích: bezprostředně po jeho soudu, bezprostředně po jeho odsouzení Pilátem Pontským a při jeho ukřižování.
Novozákonní vyprávění o zesměšňování Ježíše jsou plná ironie, přičemž se zesměšňování zaměřuje na Ježíšovu prorockou a královskou roli.

## První fáze

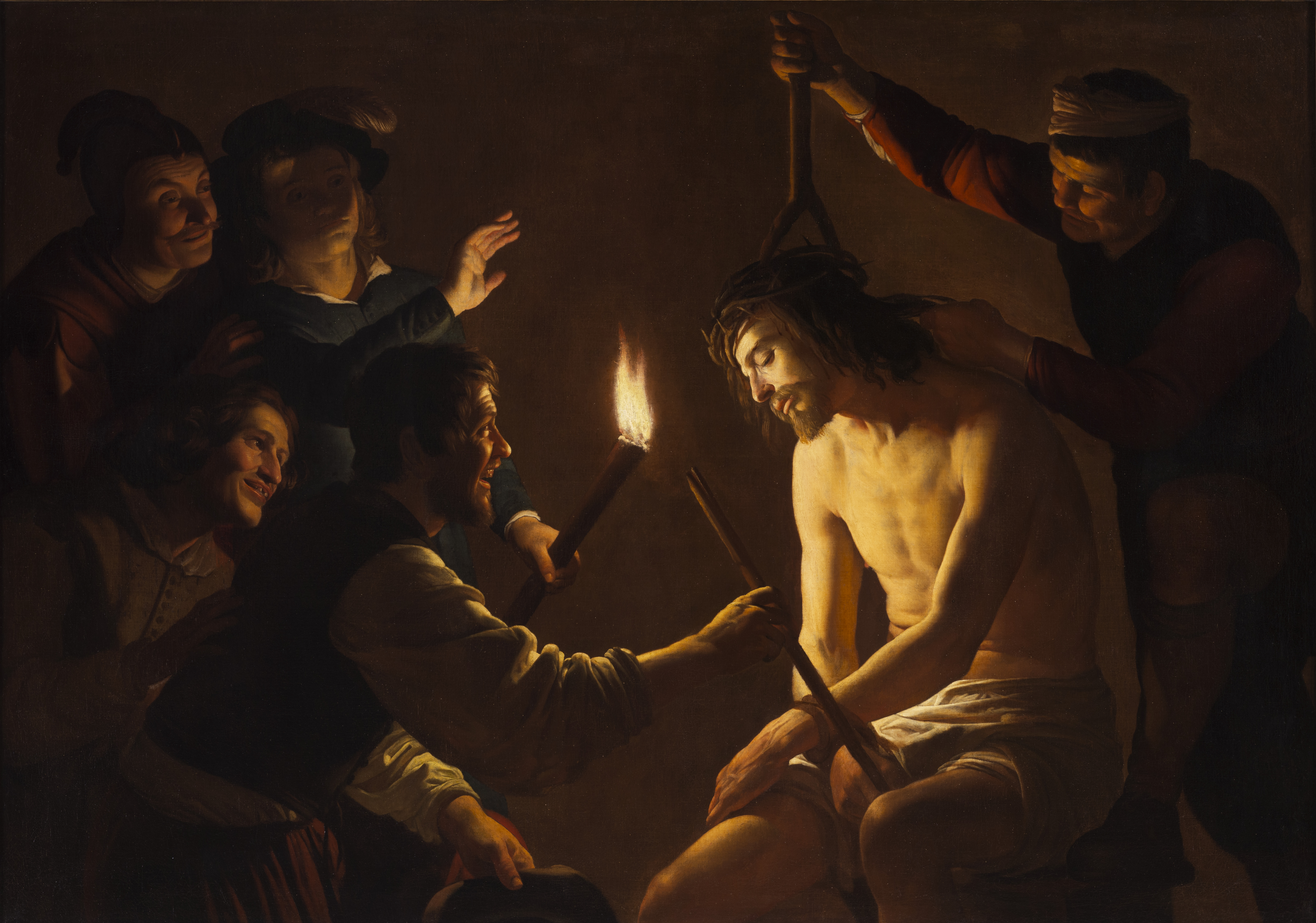
Posmívání se Kristu, Gerrit van Honthorst, asi 1617

Po odsouzení Ježíše Sanhedrinem na něj někteří plivali – Mk 14, 65 (Kral, ČEP). Zavázali mu oči, bili ho a pak se mu vysmívali: „Hádej, proroku, kdo tě uhodil.“ – Lk 22, 63 (Kral, ČEP). To udělali ti muži, kteří „Ježíše hlídali“ – Lk 22, 63 (Kral, ČEP). Český ekumenický překlad to překládá jako „Muži, kteří Ježíše hlídali“, ale Joel B. Green má tuto frázi za odkaz na „kněze, velitele stráže a starší“ zmíněné v Lk 22, 52 (Kral, ČEP).
Green naznačuje, že Ježíš trpí výsměchem, který je typický pro proroky, a že jeho utrpení naznačuje jeho „solidaritu s Božími zástupci, kteří mluví Božím jménem a jsou odmítnuti.“ Susan R. Garrettová považuje Markovo zařazení posměchu za příklad ironie, protože Ježíš je skutečně prorokem, a to právě ve chvíli, kdy se naplňuje jeho proroctví, že ho Petr zapře. Prorocký úkol není v Bibli vždy líčen pozitivně a proroci byli často terčem pronásledování a odporu.

## Druhá fáze

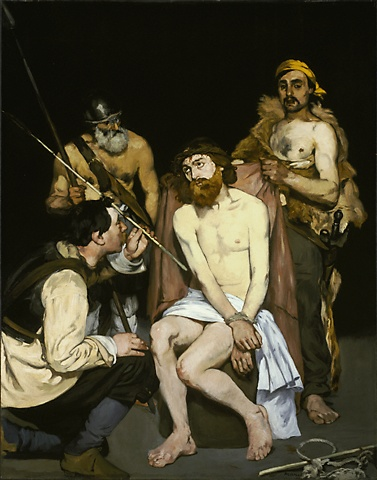
Ježíš zesměšňovaný vojáky, Édouard Manet, asi 1865

Po odsouzení Pilátem Pontským byl Ježíš bičován a zesměšňován římskými vojáky. Ti ho oblékli do „purpurového“ – Mk 15, 17 (Kral, ČEP) nebo „nachového“ – Mt 27, 28 (Kral, ČEP) pláště symbolizujícího královský šat, neboť purpur byl královskou barvou, na hlavu mu nasadili trnovou korunu symbolizující královskou korunu a do ruky mu dali hůl symbolizující žezlo. Poklekali před ním a říkali: „Buď zdráv, židovský králi!“ – Mt 27, 29 (Kral, ČEP). To se dělo jako výsměch Ježíšovu královskému postavení. Poté na něj plivali a opakovaně ho bili holí po hlavě.
Peter Leithart poznamenává, že na konci scény vojáci „celou korunovaci obrátí v antikorunovaci. Místo aby s úctou poklekli, opovržlivě si odplivnou, vytrhnou Ježíšovi z ruky žezlo a bijí ho jím po korunované hlavě, svléknou mu nachové roucho a nahradí ho Ježíšovým vlastním pláštěm“. Leithart dále naznačuje, že v tomto okamžiku Římané „strhávají závoj ironie a odhalují, co si skutečně myslí“ o Židech a jejich Bohu.
Robert J. Miller se domnívá, že evangelijní vyprávění je hluboce ironické, protože Ježíš uplatňuje svou královskou moc prostřednictvím podrobení se a utrpení: „Římští legionáři nevědomky přispěli ke skrytým Božím záměrům tím, že Ježíše převlékli za krále.“ Ve skutečnosti ironie pracuje ve dvou rovinách. James L. Resseguie poukazuje na to, že existuje jak ironie slovní, která spočívá ve způsobu, jakým se vojáci „vysmívají Ježíšovi jako skleslému, neúspěšnému a údajnému králi“ (to znamená, že vojáci jsou sami ironičtí), tak ironie dramatická, protože čtenáři „vědí, že aklamace vyznívá pravdivě způsobem, který vojáci nemohli pochopit.“
Lukáš – Lk 23, 11 (Kral, ČEP) také zmiňuje, že „Herodes se svými vojáky pohrdavě odvrátil, vysmál se mu, ...“ (Český ekumenický překlad).

## Třetí fáze

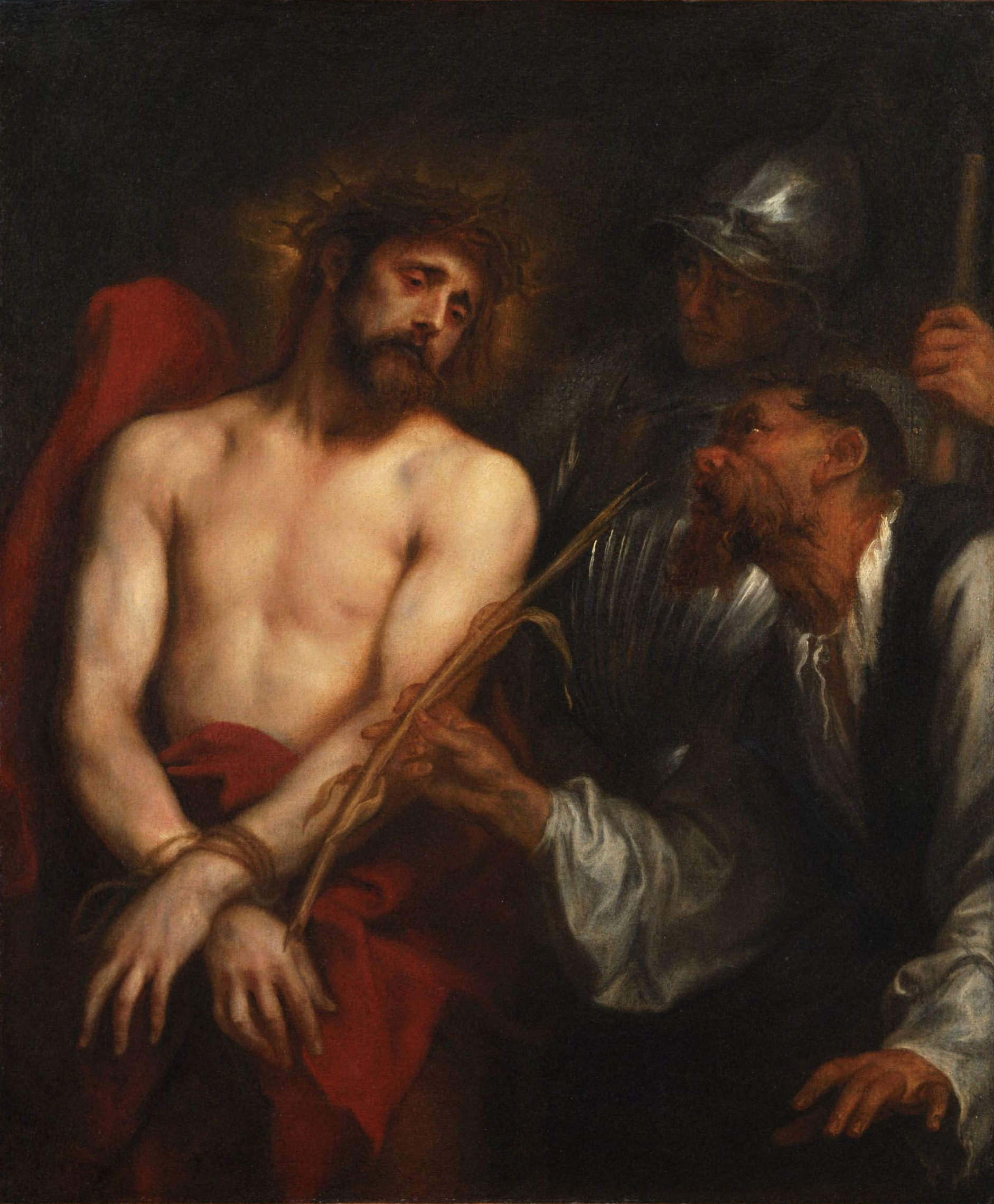
Zesměšnění Krista, Anthonis van Dyck, asi 1629

Ježíš byl také zesměšňován, když byl na kříži. Podle Marka – Mk 15, 29–30 (Kral, ČEP) to dělali ti, kteří šli kolem a uráželi ho a říkali mu, aby sestoupil z kříže. Marek – Mk 15, 31–32 (Kral, ČEP) poukazuje na to, že „velekněží spolu se zákoníky“ se mu také mezi sebou posmívali a říkali: „Jiné zachránil, sám sebe zachránit nemůže. Ať nyní sestoupí z kříže, ten Mesiáš, král izraelský, abychom to viděli a uvěřili!“ Tupili ho i ti, kteří byli ukřižováni spolu s ním – Mk 15, 32 (Kral, ČEP).
Lukáš – Lk 23, 36–37 (Kral, ČEP) zmiňuje posměch římských vojáků: „Posmívali se mu i vojáci; chodili k němu, podávali mu ocet a říkali: ,Když jsi židovský král, zachraň sám sebeʻ“ (Český ekumenický překlad). V Matoušově evangeliu – Mt 27, 42 (Kral, ČEP) se Ježíšovi posmívají a křičí na něj, když visí na kříži: „Jiné zachránil, sám sebe zachránit nemůže. Je král izraelský – ať nyní sestoupí z kříže a uvěříme v něho!“
Podle Lukáše – Lk 23, 39 (Kral, ČEP) jeden zločinec po jeho levici, který tam visel spolu s Ježíšem na kříži, urážel Ježíše: „To jsi Mesiáš? Zachraň sebe i nás!“
Zatímco tedy v první fázi se vysmívají Židé a ve druhé fázi pohané, ve třetí fázi je obojí dohromady. Leithart poznamenává, že v tomto okamžiku se „Židé i pohané, vládci i zločinci, zákoníci i prostí lidé, celé lidstvo spojuje v jednom rouhačském chóru.“
Timothy C. Gray poznamenává, že v Markově evangeliu zesměšnění Ježíše na kříži „navazuje na dvě obvinění vznesená proti Ježíši při jeho soudu“: za prvé, že Ježíš „vyhrožoval chrámu zničením“ – Mk 14, 58 (Kral, ČEP) a Mk 15, 29 (Kral, ČEP); za druhé, že Ježíš „tvrdil, že je Mesiáš“ – Mk 14, 61–62 (Kral, ČEP) a Mk 15, 31–32 (Kral, ČEP).

## Teologický význam

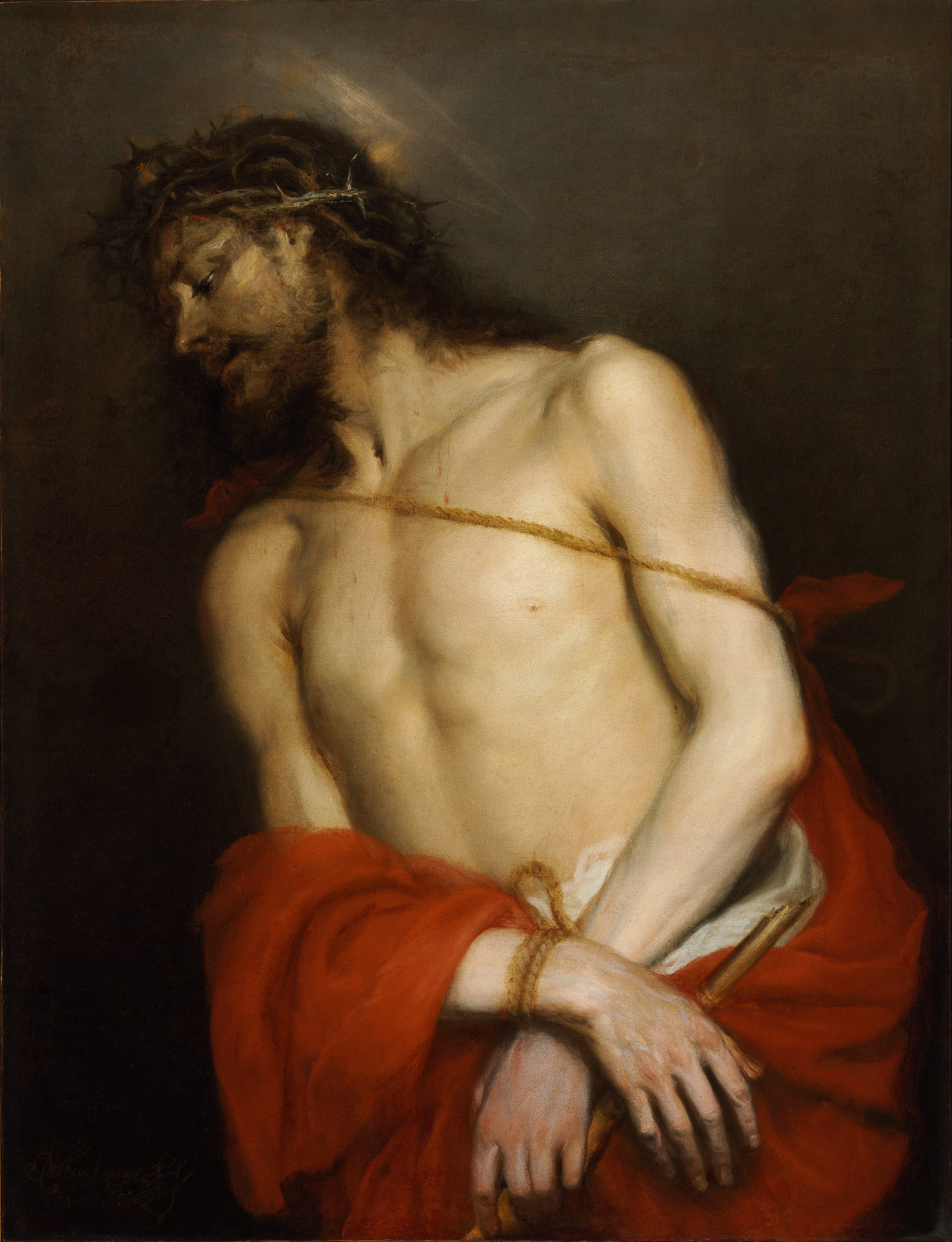
Ecce Homo, Mateo Cerezo, 1650

Peter Leithart tvrdí, že v Ježíšově osobě byl vysmíván sám Bůh. Naznačuje, že „pro Matouše je kříž hlavně o tom, že se člověk vysmívá Bohu“, a poznamenává, že Pavel sice v listu Galaťanům – Gal 6, 7 (Kral, ČEP) říká, že „Bohu se nikdo nebude posmívat“, ale právě proto, že Bůh byl posmíván.
Mnoho křesťanů považuje Ježíšovo utrpení za vykupitelské. Francis Foulkes tvrdí, že v Novém zákoně se klade důraz na to, aby Ježíšovo utrpení a smrt byly „za nás“. Někteří křesťané tak vidí, že posměch, který Ježíš snášel, byl snášen za ně. Například Philip Bliss ve svém hymnu „Aleluja! Jaký to Spasitel“:
Snášející hanbu a posměch hrubý,
na mém místě odsouzený stál;
Svou krví zpečetil mé odpuštění.
Aleluja! Jaký to Spasitel!
Zesměšňování Ježíše vidí mnoho křesťanů také v písních o služebnících, například v Izajáši – Iz 50, 6 (Kral, ČEP), kde se zpívá:
Nastavuji záda těm, kteří mě bijí,
a své líce těm, kdo rvou mé vousy,
neukrývám svou tvář před potupami a popliváním.
Což je v pozoruhodném kontrastu s následujícím veršem Izajáše – Iz 50, 7 (Kral, ČEP), který hledí do budoucnosti:
Panovník Hospodin je moje pomoc,
proto nemohu být potupen,
proto tvář svou nastavuji, jako kdyby byla z křemene,
a vím, že nebudu zahanben.
Scéna, kdy se Ježíšovi na kříži vysmívají, je také projevem Božího milosrdenství skrze Ježíše, který je sám vysmíván, ponižován a trpí. Současně s Ježíšem byli ukřižováni dva muži, jeden po jeho pravici a druhý po levici – Mt 27, 38 (Kral, ČEP); Mk 15, 27 – 28, 32 (Kral, ČEP); Lk 23, 33 (Kral, ČEP); Jan 19, 18 (Kral, ČEP), což Marek vykládá jako naplnění proroctví z Iz 53, 12 (Kral, ČEP). Podle Matouše a Marka se oba „lotři“ Ježíši vysmívali – Mt 27, 44 (Kral, ČEP); Mk 15, 32 (Kral, ČEP); Lukáš se však zmiňuje o tom, že:
Jeden z těch zločinců, kteří viseli na kříži, se mu rouhal: „To jsi Mesiáš? Zachraň sebe i nás!“ Tu ho ten druhý okřikl: „Ty se ani Boha nebojíš? Vždyť jsi sám odsouzen k stejnému trestu. A my jsme odsouzeni spravedlivě, dostáváme zaslouženou odplatu, ale on nic zlého neudělal.“ A řekl: „Ježíši, pamatuj na mne, až přijdeš do svého království.“   Ježíš mu odpověděl: „Amen, pravím ti, dnes budeš se mnou v ráji.“
Ježíš tomuto lotrovi slíbil, že s ním bude v ráji, a to přímo před zraky těch, kteří se mu posmívali. Bůh zachraňuje skrze Ježíše, protože Bůh je plný milosrdenství, milosrdenství zjeveného skrze Ježíše Krista, který říká lotrovi: „Dnes budeš se mnou v ráji.“